# Christian Caminiti
Christian Caminiti, né le 18 septembre 1959 à Djibouti, est un joueur de football français  évoluant au poste de défenseur dans les années 1970 et 1980. À 27 ans, il est obligé d’arrêter sa carrière professionnelle à la suite d'une blessure. Il a deux enfants.

## Biographie
Caminiti évolue à Marseille et joue au poste de défenseur à l'US Saint-Marcel. Il est sélectionné avec les cadets de la Ligue du Sud-Est et est international junior A2. En 1974, il rejoint l'Olympique de Marseille, alors rétrogradé en deuxième division, et joue 115 matchs toutes compétitions confondues  durant son passage de 1974 à 1984, devenant vainqueur de la Coupe Gambardella en 1979 et vice-champion de France de D2 1983-1984. 
Il est ensuite défenseur du FC Istres pour une saison avant de jouer pour l'AS Cannes de 1985 à 1988. Durant cette période, il se blesse et met donc un terme à sa carrière professionnelle. Il joue néanmoins dans un club de La Réunion, de 1988 à 1990, le Léopards Saint André. 
En 2010, il rejoint le comité olympique qatari en tant que directeur technique.
Le 24 avril 2019, il intègre le staff de l'équipe professionnelle du Red Star FC. Ses diplômes permettent au Red Star de ne pas avoir à payer l'amende de la LFP concernant l'absence de diplôme de l'entraîneur principal récemment nommé,  Vincent Doukantié.